# متلازمة التعاطف المفرط
متلازمة التعاطف الزائد، المعروفة أيضًا باسم متلازمة التعاطف المفرط، هي حالة تتميز بشعور مفرط بالتعاطف والمشاركة العاطفية مع مشاعر ومعاناة الآخرين. 
يشعر الأشخاص أحيانًا بأن التعاطف الزائد يعبر عن مدى تفاعلهم وحبهم للآخرين، لكن في بعض الأوقات يمكن أن يصبح هذا التعاطف عبئًا حقيقياً وعاملاً من عوامل الضغط النفسي.
لا نشعر بما يشعر به الآخرون فحسب ، بل نعاني منه ، وهو ألم جسدي يخلق الألم ، وهذا بدوره يُخضعنا لاحتياجات الآخرين دون أن نكون قادرين على
التمييز بين تلك الحدود وبين الآخرين.

## الجوانب السلبية للتعاطف المفرط
1.الشعور بالذنب: يمكن ان يشعر الفرد بالذنب بحالة لم يتمكن من مساعدة الآخرين بشكل مستمر.
2. تجاهل الاحتياجات الشخصية: التركيز الزائد على مساعدة الآخرين يمكن أن يؤدي إلى تجاهل احتياجات الشخصية للفرد.
3.تدهور العلاقات الشخصية: انعدام التوازن بين مساعدة الآخرين ورعاية الذات يمكن أن يؤدي إلى تدهور العلاقات.
4.الإرهاق العاطفي الشديد: الشعور بالإرهاق الشديد نتيجة التعاطف المستمر في مساعدة الآخرين.

## انظر ايضا
- متلازمة ستوكهولم (نظرية الانفجار الكبير)